# Zeď Karla X. Gustava
Zeď Karla X. Gustava, švédsky Karl X Gustavs mur nebo Stora muren (Velká zeď), je zeď ze skládaných kamenů, která se nachází na území obce Ottenby, v okrese Mörbylånga na ostrově Öland v kraji Kalmar v jižním Švédsku. Byla postavena v roce 1653 na pokyn následníka trůnu a budoucího švédského krále Karla X. Gustava (1622–1660). Zeď se táhne se ve směru východ-západ od pláže k pláži, po délce cca 5 km napříč ostrovem Öland. Účelem stavby bylo údajně zadržet chované královské daňky evropské v oboře a zajistit tak hustou populaci zvěře pro královské lovy. Nicméně, zeď, kterou zvířata dokázaly přeskočit, byla spíše demonstrací hranice královských pozemků Ottenby.

## Další informace
Zeď Karla X. Gustava přerušují ji pouze dvě hlavní cesty vedoucí od Ottenby.

## Galerie

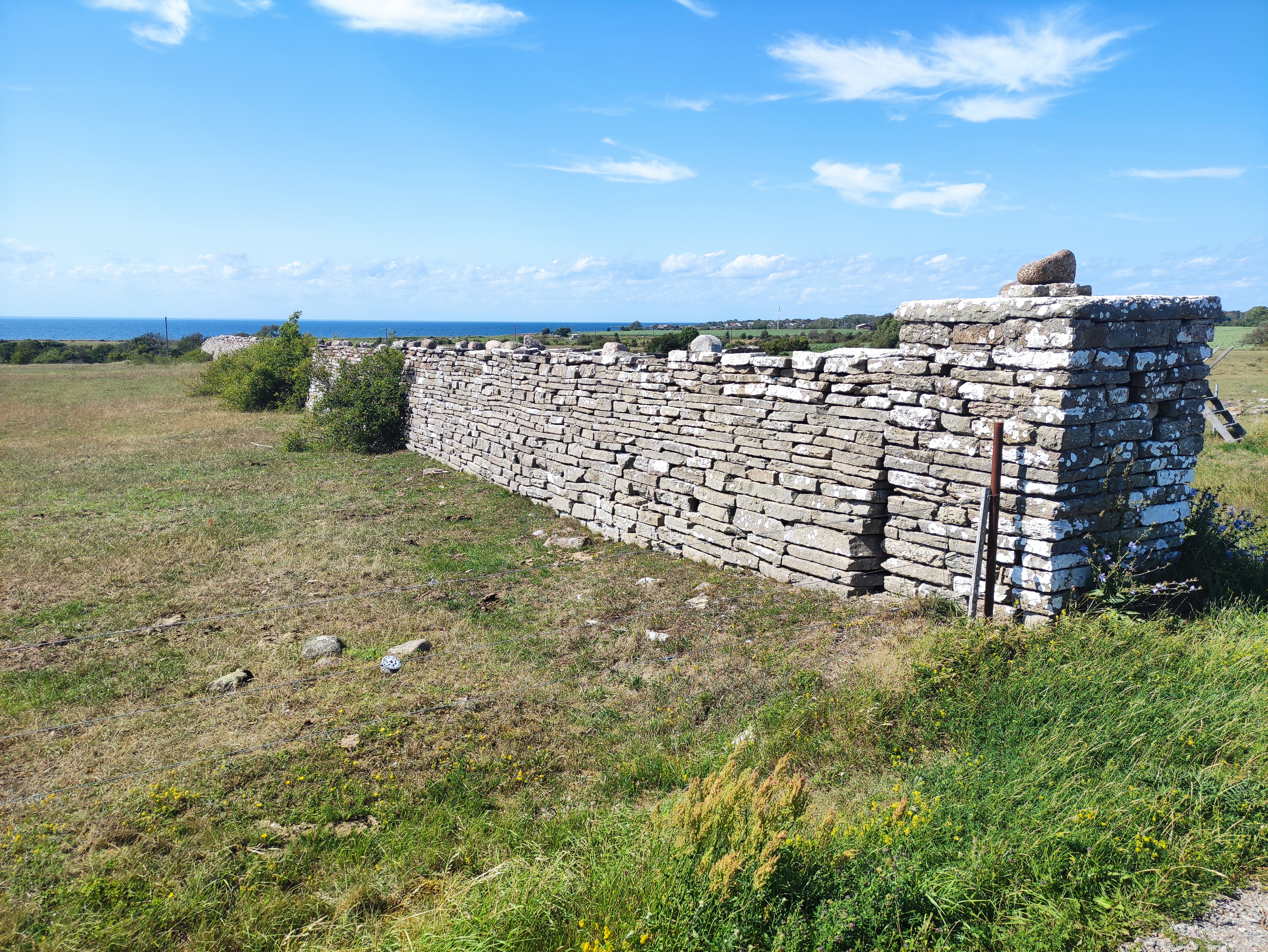
Průjezd přes zeď
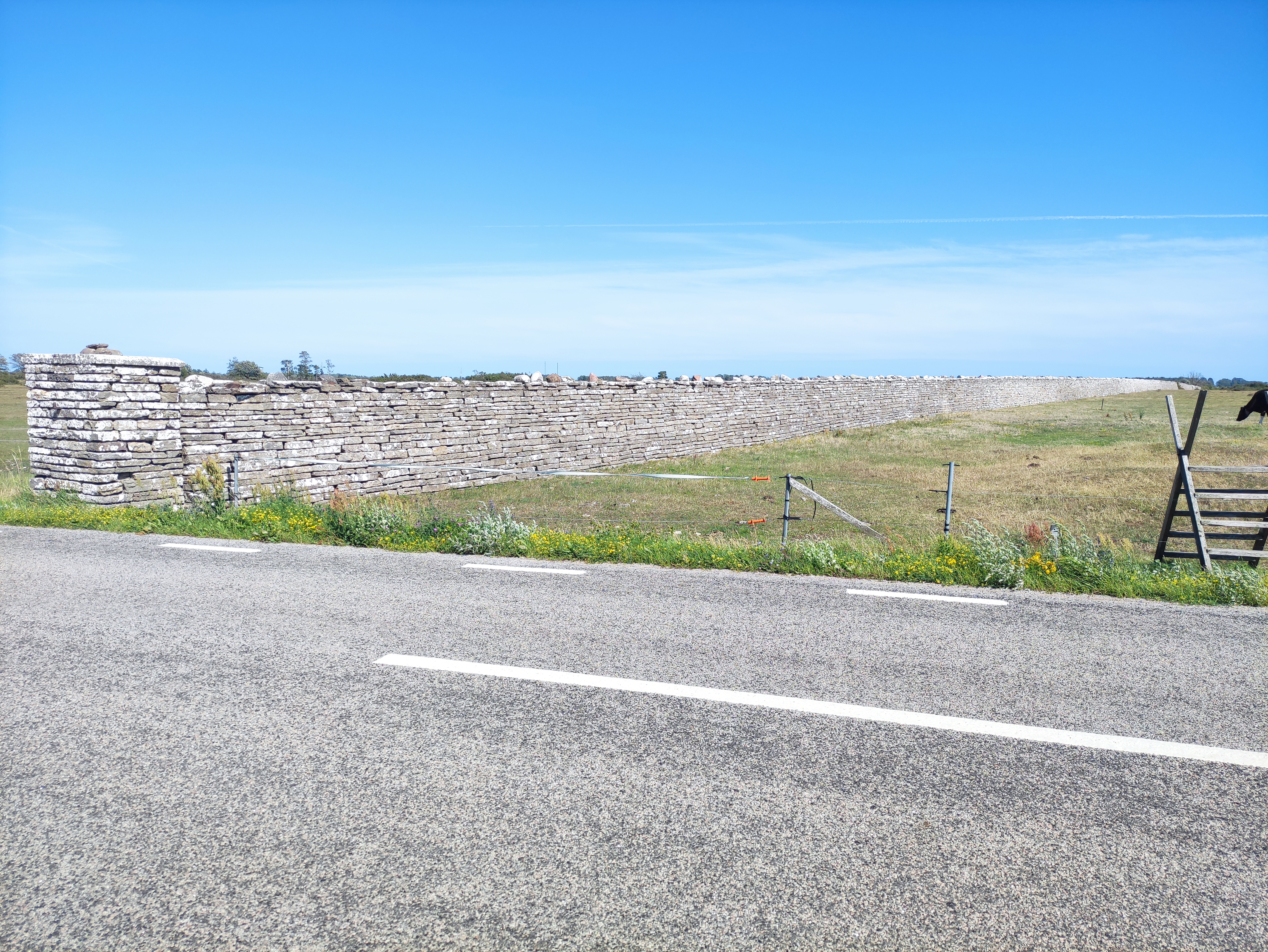
Průjezd přes zeď
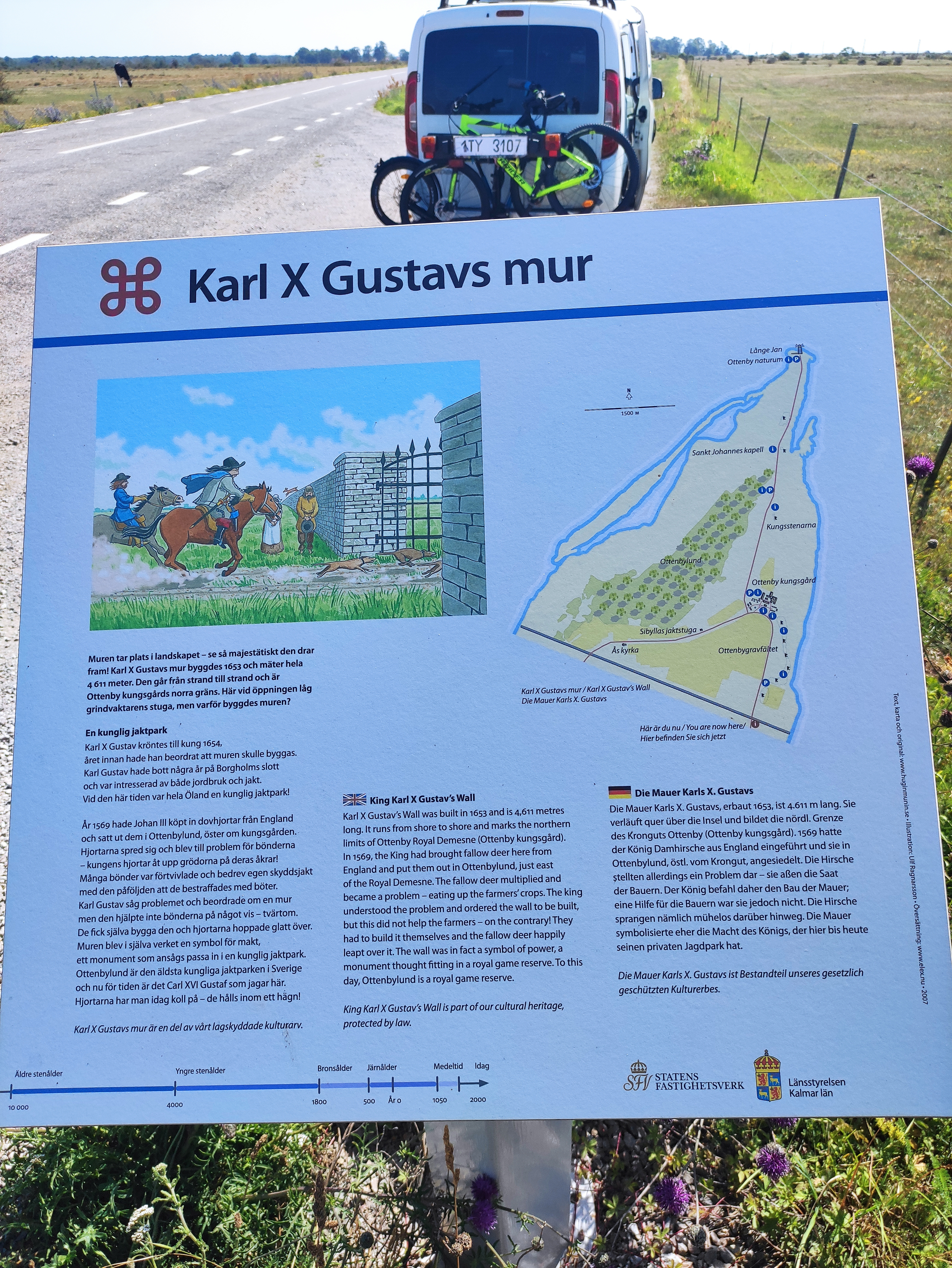
Informační panel u zdi